# 피에리노 가베티
피에리노 가베티(이탈리아어: Pierino Gabetti, 1904년 5월 22일 ~ 1971년 2월 28일)는 이탈리아의 역도 선수로 1924년, 1928년과 1932년 하계 올림픽에 출전하였다.

## 생애 및 선수 경력
제노바의 외곽 세스트리포네테에서 태어난 가베티는 파리에서 열린 1924년 하계 올림픽에 참가하여 페더급 종목에서 금메달을 획득하고, 4년 후 암스테르담에서 열린 올림픽에서 같은 부문의 은메달을 획득하였다.
그는 로스앤젤레스에서 열린 1932년 하계 올림픽에서 라이트급 부문의 4위를 하였다.